# Deutsche Nationaloper

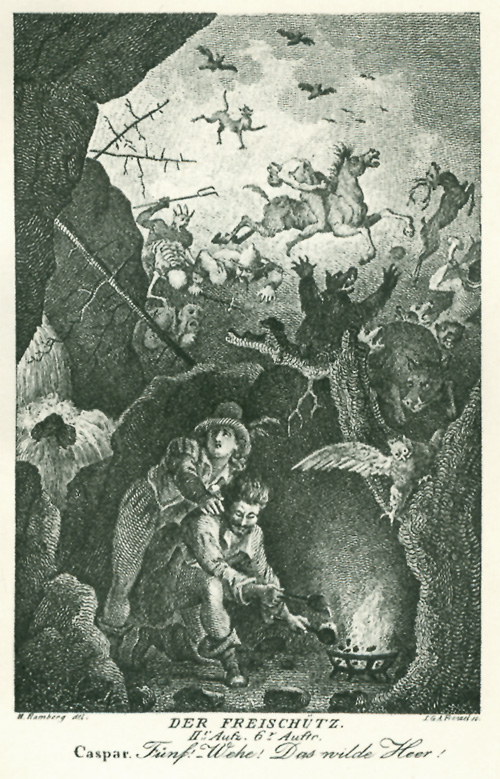
Der Spuk in der Wolfsschlucht aus der Oper Der Freischütz wurde zu einem Merkmal der deutschen Nationaloper stilisiert.

Deutsche Nationaloper wurde die Idealvorstellung einer Oper seit Ende des 18. Jahrhunderts genannt, ohne dass es eine klar umrissene Operngattung oder eine bestimmte Institution dieses Namens gegeben hätte. 
Ähnlich wie beim Ideal des Nationaltheaters versuchte die Vorstellung einer „Nationaloper“, die Kluft zwischen Hoftheater und Volkstheater zu überwinden. Adel und einfache Bevölkerung sollten sich im Bewusstsein eines „Nationalen“ zusammenfinden und vom „Fremden“ abgrenzen. Diese Vorstellung bekam in unterschiedlichen Zusammenhängen politisches Gewicht, weil das deutsche Sprachgebiet nie einen gemeinsamen staatlichen Zusammenhang hatte und die meisten Opern aus dem italienischen und dem französischen Sprachgebiet importiert wurden, wogegen die deutschsprachigen Produkte höchstens lokale Bedeutung erlangten.

## Werke
Eine Gattungsgeschichte der „deutschen Nationaloper“ gibt es nicht, da höchst unterschiedliche Werke als solche dargestellt wurden. Gemeinsamer Nenner ist ein tatsächlicher oder ersehnter Triumph über die fremdsprachigen Opern. Der österreichische Kaiser Joseph II. nannte 1776, im Vorfeld der Französischen Revolution, das heutige Burgtheater „Teutsches Nationaltheater nächst der Burg“, um sich volksnah zu zeigen, denn die Sprache des Adels war noch Französisch. Komponisten wie Mozart schrieben für dieses Theater deutschsprachige Opern, von denen das Singspiel Die Entführung aus dem Serail (1782) die bekannteste wurde. Darüber hinaus entstanden für andere Bühnen weitere Werke in deutscher Sprache. In diese Kategorie fällt auch Mozarts Oper Die Zauberflöte. 
Während der Franzosenzeit erhoben sich Forderungen nach Abgrenzung des zersplitterten deutschen Sprachgebiets vom mächtigen Frankreich, das auch die zeitgenössische Opernproduktion beherrschte. Einen Versuch in diese Richtung stellt die Oper Fidelio (seit 1805) von Beethoven dar, die sich mit humanitären Vorstellungen gegen leichtere, zumeist importierte Unterhaltungskunst wandte. Die romantische Oper versuchte auf dem Gebiet von Natur und Mythologie „nationale“ Opernstoffe zu finden, wie E. T. A. Hoffmann mit Undine (1816).
Carl Maria von Weber gelang mit Der Freischütz (1821) einer der seltenen internationalen Erfolge einer deutschsprachigen Oper, indem er den „deutschen“ Wald mit der Wilderei-Thematik verband, die damals soziale Sprengkraft besaß. Als Nachfolger verstanden sich etwa Heinrich Marschner (Der Vampyr, 1822, Hans Heiling, 1833), Richard Wagner (Tannhäuser und der Sängerkrieg auf Wartburg, 1845, Lohengrin, 1850, Die Meistersinger von Nürnberg, 1868) oder Robert Schumann mit Genoveva (1850).

## Konkurrenzdenken
Außer dem Freischütz erreichte keine dieser Opern die Aufführungszahlen der erfolgreichen französischen und italienischen Opern. Max Maria von Weber warf dem überaus erfolgreichen Berliner Komponisten Giacomo Meyerbeer 1866 vor, dass er italienische und französische Opern schreibe. Stattdessen solle dieser „ins deutsche Vaterland zurückkehren, und mit den Wenigen, die Kunst wahrhaft Ehrenden, auch mit fortbauen helfen […] an dem Gebäude einer deutschen National-Oper“. Als deutschsprachigen Opern gelang lediglich Wagners Musikdramen seit den 1880er Jahren ein dauerhafter internationaler Erfolg.

## Entkopplung vom Nationalismus
In nationalistisch gefärbten Darstellungen seit dem Ausgang des Deutsch-Französischen Kriegs 1871 bis zur Mitte des 20. Jahrhunderts wird die „deutsche Nationaloper“ oft als inhaltlich bestimmbares Genre dargestellt, das sich durchgesetzt habe, manchmal angelehnt an die Visionen in der Musikpublizistik von Robert Schumann und Richard Wagner (z. B. Was ist deutsch?, 1878). Das allmähliche Umdenken seit dem Ende des Zweiten Weltkriegs wurde durch den Vorschlag des Musikwissenschaftlers Carl Dahlhaus besiegelt, „das Nationale als Funktions- statt als Substanzbegriff“ zu verstehen.